# Тетерівський провулок
Те́терівський прову́лок — зниклий провулок, існував у Жовтневому, нині Солом'янському районі міста Києва, місцевість Караваєві дачі. Пролягав від Борщагівської вулиці.
Прилучалася Машинобудівельна вулиця.

## Історія
Провулок виник у 1910-х роках, вперше згаданий у довіднику «Весь Киев» 1915 року під такою ж назвою, під цією ж назвою позначений на картах міста 1935 та 1947 років. 
Певний час фігурував під назвою 857-ма Нова вулиця, назву Тетерівський провулок набув 1955 року.
Ліквідований разом із навколишньою малоповерховою забудовою наприкінці 1970-х — на початку 1980-х років.